# ئی‌ای بلک باکس
ئی‌ای بلک باکس (انگلیسی: EA Black Box) شرکت بازی ویدئویی آمریکایی است، که در سال ۱۹۹۸ تأسیس شد.